# وگار آلاکباروف
وگار آلاکباروف (ترکی آذربایجانی: Vüqar Mursal Ələkbərov؛ زادهٔ ۵ january ۱۹۸۱ (۴۴ سال)) بوکسور اهل جمهوری آذربایجان است.